# Villargondran
Villargondran és un municipi francès situat al departament de la Savoia i a la regió d'Alvèrnia-Roine-Alps. L'any 2007 tenia 973 habitants.

## Demografia

### Població
El 2007 la població de fet de Villargondran era de 973 persones. Hi havia 379 famílies de les quals 88 eren unipersonals (44 homes vivint sols i 44 dones vivint soles), 116 parelles sense fills, 151 parelles amb fills i 24 famílies monoparentals amb fills.
La població ha evolucionat segons el següent gràfic:
Habitants censats

### Habitatges
El 2007 hi havia 429 habitatges, 385 eren l'habitatge principal de la família, 16 eren segones residències i 28 estaven desocupats. 319 eren cases i 109 eren apartaments. Dels 385 habitatges principals, 292 estaven ocupats pels seus propietaris, 85 estaven llogats i ocupats pels llogaters i 8 estaven cedits a títol gratuït; 2 tenien una cambra, 18 en tenien dues, 54 en tenien tres, 103 en tenien quatre i 208 en tenien cinc o més. 314 habitatges disposaven pel capbaix d'una plaça de pàrquing. A 149 habitatges hi havia un automòbil i a 216 n'hi havia dos o més.

### Piràmide de població
La piràmide de població per edats i sexe el 2009 era:
| Homes | Edats   | Dones |
| ----- | ------- | ----- |
| 0     | 95 o +  | 0     |
| 0     | 90 a 94 | 0     |
| 4     | 85 a 89 | 16    |
| 4     | 80 a 84 | 4     |
| 0     | 75 a 79 | 28    |
| 24    | 70 a 74 | 4     |
| 12    | 65 a 69 | 24    |
| 24    | 60 a 64 | 16    |
| 24    | 55 a 59 | 24    |
| 8     | 50 a 54 | 36    |
| 36    | 45 a 49 | 24    |
| 36    | 40 a 44 | 24    |
| 60    | 35 a 39 | 56    |
| 40    | 30 a 34 | 48    |
| 28    | 25 a 29 | 32    |
| 8     | 20 a 24 | 4     |
| 24    | 15 a 19 | 44    |
| 24    | 10 a 14 | 48    |
| 48    | 5 a 9   | 40    |
| 24    | 0 a 4   | 36    |

## Economia
El 2007 la població en edat de treballar era de 663 persones, 509 eren actives i 154 eren inactives. De les 509 persones actives 500 estaven ocupades (275 homes i 225 dones) i 9 estaven aturades (3 homes i 6 dones). De les 154 persones inactives 52 estaven jubilades, 59 estaven estudiant i 43 estaven classificades com a «altres inactius».

### Ingressos
El 2009 a Villargondran hi havia 385 unitats fiscals que integraven 987,5 persones, la mediana anual d'ingressos fiscals per persona era de 19.754 €.

### Activitats econòmiques
Dels 35 establiments que hi havia el 2007, 7 eren d'empreses de fabricació d'altres productes industrials, 16 d'empreses de construcció, 5 d'empreses de comerç i reparació d'automòbils, 1 d'una empresa de transport, 2 d'empreses d'hostatgeria i restauració, 2 d'empreses financeres, 1 d'una empresa de serveis i 1 d'una entitat de l'administració pública.
Dels 20 establiments de servei als particulars que hi havia el 2009, 2 eren tallers de reparació d'automòbils i de material agrícola, 2 paletes, 4 guixaires pintors, 2 fusteries, 3 lampisteries, 5 electricistes i 2 restaurants.

## Equipaments sanitaris i escolars
El 2009 hi havia una escola elemental.

## Poblacions més properes
El següent diagrama mostra les poblacions més properes.